# Abd al-Kan
Els Abd al-Kan són una tribu àrab del Khuzestan (Iran).
Vivien al segle xviii a l'Iraq i estaven afiliats amb els Banu Lam però es van traslladar a Khuzestan a la meitat del segle xix junt amb altres grups dels Banu Lam i se'ls va permetre l'assentament permanent a Kayrabad. Van prosperar sota el xeic Abbas i el seu full Husayn el qual va rebre el títol de Shaykh al-mashayek (xeic de xeics) del districte. Però al segle XX la seva influència fou suplantada per Kazal (1897-1925) cap de la confederació dels Kab que va governar la província arribant a agafar el títol de padishah d'Arabistan. Després de la derrota de Kazal, els Abd al-Kan, que se li havien oposat, van recuperar la seva influència però el títol de Shaykh al-mashayek va quedar abolit.
A la segona meitat del segle XX la formaven onze seccions (tiras): Nasiri, Banu Aqaba, Showaya, Bahadal, Ubayd (o Kakasi), Banu Tamim, Bayt Kubash, Shamar, Dakina, Atashena, i Ubuda.